# Істяцька сільська рада
Істя́цька сільська рада (рос. Истякский сельский совет) — муніципальне утворення у складі Янаульського району Башкортостану, Росія. Адміністративний центр — село Істяк.

## Населення
Населення — 1128 осіб (2019, 1250 в 2010, 1285 в 2002).

## Склад
До складу поселення входять такі населені пункти:
| Населений пункт      | Населення, осіб (2002) | Населення, осіб (2010) |
| -------------------- | ---------------------- | ---------------------- |
| Ахтіял, присілок     | 344                    | 353                    |
| Банібаш, присілок    | 166                    | 150                    |
| Істяк, село          | 434                    | 425                    |
| Новий Куюк, присілок | 13                     | 2                      |
| Сабанчі, присілок    | 6                      | 7                      |
| Старий Куюк, село    | 247                    | 246                    |
| Чулпан, присілок     | 60                     | 56                     |
| Шмельковка, присілок | 15                     | 11                     |